# Sluis Engelen
Sluis Engelen is een schutsluis met hefbrug in de Henriëttewaard bij Engelen. De formele naam is Henriettesluis. De sluis bevindt zich in het Diezekanaal, vlak voordat deze uitmondt in de Maas. De vaarweg is CEMT-klasse IV.
De sluis is 90 m lang, en 18 m breed, de deurwijdte is 13 m. De drempeldiepte is aan de Maaszijde NAP –2,70 m en aan de kanaalzijde KP –3,13 m. De maximaal toegestane afmetingen zijn 90,00 L × 12,00 B. Op de Gekanaliseerde Dieze is een maximale diepgang toegestaan van 2,70 m of zoveel minder als de waterstand gemeten bij de sluis aan de Maaszijde lager is dan NAP+0,40m dan wel aan de Diezezijde lager is dan NAP+2,20m. Over het bovenhoofd ligt een hefbrug, hoogte in geheven stand KP +8,40 m, in gesloten stand KP +4,30 m.
De sluis is gebouwd in 1897 en heeft nog een eigen sluiswachter.  Tot in de zeventiger jaren van de 20e eeuw werden de sluisdeuren met de hand bediend en werd verkeer ter plaatse met een kleine kabelpont overgezet. De kabelpont werd eveneens met de hand bewogen (door stokken met een stalen klemgreep vast te zetten aan de stalen kabels waarmee de pont vastzat, en vervolgens in tegenstelde richting waarin men vaart over het dek te lopen).
Doordat in december 2014 tussen 's-Hertogenbosch en Rosmalen het Maximakanaal opengesteld is wordt de sluis bij Engelen minder door de beroepsvaart gebruikt. Het beheer van de sluis is sinds 5 januari 2015 van Rijkswaterstaat naar de gemeente ‘s-Hertogenbosch gegaan. Vanuit sluis Engelen worden ook de Industriehavenbrug en de Den Dungensebrug op afstand bediend.
De sluis kan per marifoon worden aangeroepen op VHF-kanaal 18.